# Out of Exile
Out of Exile é o segundo álbum de estúdio da banda norte-americana de rock Audioslave, lançado em Maio de 2005. Seu lançamento internacional ocorreu no dia 23 de maio de 2005, sendo lançado um dia mais tarde no seu país de origem. É o único álbum da banda que chegou ao primeiro lugar na Billboard 200.
Foram lançados quatro singles: "Be Yourself", "Your Time Has Come", "Doesn't Remind Me" e "Out of Exile". A crítica avaliou positivamente, mostrando o fato de que a banda conseguiu criar um estilo próprio, em oposição a ser somente uma cópia de Rage Against the Machine mais Chris Cornell.
Várias faixas do álbum foram previamente tocadas no concerto do Audioslave em Cuba, no dia 6 de maio de 2005, três semanas antes de seu lançamento oficial, sendo assim a primeira performance destas músicas ao vivo, documentadas no DVD Live in Cuba, lançado em Outubro do mesmo ano.

## Background
O baterista Brad Wilk explicou: "Audioslave a banda chegou. O primeiro disco foi de pessoas de duas outras bandas com história ligada. Eu não sinto isso com esse disco." Chris Cornell admitiu ter escrito suas músicas mais pessoais de todos os tempos neste álbum, influenciado pelas mudanças positivas em sua vida desde 2002. Ele também descreveu o álbum como mais variado que o debut e confiando menos em riffs pesados de guitarra.

## Faixas
Todas as letras escritas por Chris Cornell; composição escrita pelos demais integrantes.
| N.º            | Título                  | Duração |  |
| 1.             | "Your Time Has Come"    | 4:15    |  |
| 2.             | "Out of Exile"          | 4:51    |  |
| 3.             | "Be Yourself"           | 4:39    |  |
| 4.             | "Doesn't Remind Me"     | 4:15    |  |
| 5.             | "Drown Me Slowly"       | 3:53    |  |
| 6.             | "Heaven's Dead"         | 4:36    |  |
| 7.             | "The Worm"              | 3:57    |  |
| 8.             | "Man or Animal"         | 3:53    |  |
| 9.             | "Yesterday to Tomorrow" | 4:33    |  |
| 10.            | "Dandelion"             | 4:38    |  |
| 11.            | "#1 Zero"               | 4:59    |  |
| 12.            | "The Curse"             | 5:09    |  |
| Duração total: | Duração total:          | 53:38   |  |